# رابرت الیس میلر
رابرت الیس میلر (انگلیسی: Robert Ellis Miller؛ زادهٔ ۱۸ ژوئیهٔ ۱۹۳۲) یک کارگردان اهل ایالات متحده آمریکا است.